# Балджи, Серхат
Серхат Балджи (тур. Serhat Balcı; 15 марта 1982, Стамбул, Турция) — турецкий борец вольного стиля, призёр чемпионатов мира и Европы, участник двух Олимпийских игр.

## Карьера
21 августа 2008 года в Пекине на Олимпийских играх в схватке за бронзовую медаль потерпел поражение от украинца Тараса Данько, заняв итоговое 5 место. 17 сентября 2011 года дошёл до финала домашнего чемпионата мира в Стамбуле, в котором уступил Резе Яздани из Ирана, став серебряным призёром. В начале марта 2012 года в Белграде завоевал бронзовую медаль чемпионата Европы. В середине июня 2012 года в польском городе Седльце, уступив в финале Джею Ди Бергману из США, стал серебряным призёром Мемориала «Вацлав Циолковски». 12 августа 2012 года на Олимпийских играх в Лондоне в квалификации проиграл Магомеду Мусаеву из Кыргызстана, заняв итоговое 16 место.